# عجوقة ثلاثية
عجوقة ثلاثية أو عجوقة ثلاثية الأصابع (الاسم العلمي: Ajuga tridactylites) هو نوع نباتي يتبع جنس العجوقة من الفصيلة الشفوية.

## تسميات
شندقورة ثلاثية، عرصف ثلاثي، بوق ثلاثي.